# Крючкова Ганна Іванівна
Ганна Іванівна Крючкова (пом. 9 березня 1999) — доярка колгоспу «Горшиха» (село Медягіно, Ярославський район Ярославської області); Герой Соціалістичної Праці.

## Біографія
Праця доярки почалася для школярки Ані з догляду за однією з перших 11 корів колгоспу «Горшиха» (закуплених у Кузнечисі на початку 1930-х років), поставленої на час будівництва скотарні молочно-товарної ферми на подвір'ї її матері Єфимії Фоканівни Багрової. Надалі дівчинка допомагала їй у доїнні корів.
Самостійно Ганна почала працювати в 15 років, замінивши матір, що виходила на пенсію, і відпрацювала на фермі понад 40 років. Спочатку результати роботи були низькими, головний зоотехнік колгоспу Іван Єгорович Жаріков навіть направив її набиратися досвіду у лідируючої у змаганні доярки Серафими Іванівни Терентьєвої з сусідньої Чакаровської ферми.
Пізнавши секрети і тонкощі професії, освоюючи передові прийоми і методи тваринництва, Ганна Іванівна наздогнала, а потім і випередила більш досвідчених колег. У другій половині восьмої п'ятирічки (1966—1970) вона вийшла на рубіж 4500-4600 кг молока від корови на рік, що на ті часи було високим показником. Крючкова була нагороджена орденом Трудового Червоного Прапора. Неодноразово брала участь у Виставці досягнень народного господарства — спочатку отримала срібну, а потім золоту медалі.
Новий трудовий рекорд поставлений у 1970 році, коли Ганна Іванівна отримала у своїй групі в середньому по 5079 кг молока від корови — збільшення порівняно з минулим роком склало 528 кг. За це досягнення Г. В. Крючкова була відзначена найвищою відзнакою трудової доблесті — в 1971 році їй присвоїли звання Героя Соціалістичної Праці.
Померла 9 березня 1999 року на вісімдесятому році життя.